# Strauss Group
Strauss Group est une entreprise israélienne de l'agroalimentaire, fondée en 1933, avant même la création de l'État juif.